# Portlaoise
Portlaoise es una localidad situada en el condado de Laois de la provincia de Leinster (República de Irlanda), con una población en 2016 de 22 050 habitantes.
Se encuentra ubicada en el centro del país, en la cadena de las montañas Slieve Bloom.
Fue la ciudad más importante en el periodo medieval, como el sitio del Fuerte Maryborough, un fuerte construido por los colonos ingleses en el XVl durante la Plantación del Condado de Queen.
Portlaoise está bordeada por las montañas Slieve Bloom al oeste y noroeste y por el Gran Brezal de Maryborough al este. Es famosa por su arquitectura, ingenieria y conexiones de transporte. En la red nacional de carreteras, Portlaoise se encuentra a 94 Km al oeste-suroeste de Dublín por la M7, a 170 Km al noroeste de Cork por la M8/M7 y a 114 Km al este-noroeste de Limerick por la M7.
En su día fue conocida por la fabricación de edificios de hierro y acero, pelotas de tenis, sellos de goma, neumáticos, cableado eléctrico y el primer avión de Irlanda. Hoy, Portlaoise es un centro comercial denominada por el sector servicio y un centro de compras, transporte y eventos para la zona de influencia circundante.

## Turismo
Entre los lugares turísticos cercanos a la zona se encuentran la Roca de Dunamase a 6Km al este, un castillo en la cima de una colina que data del siglo Xll. También hay una torre redonda del siglo Xll a 12 Km de distancia en Timahoe.
También cerca se encuentra Fort Protector, un fuerte del siglo XVl construido para proteger a los colonos británicos de los nativos Irlandeses.